# مارکوس مک‌گین
مارکوس مک‌گین (انگلیسی: Marcus McGuane؛ زادهٔ ۲ فوریهٔ ۱۹۹۹) بازیکن فوتبال است.
از باشگاه‌هایی که در آن بازی کرده‌است می‌توان به باشگاه فوتبال بارسلونا بی و باشگاه فوتبال آرسنال اشاره کرد.
وی همچنین در تیم‌های ملی فوتبال زیر ۱۷، ۱۸ و ۱۹ سال انگلستان و زیر ۱۷ سال جمهوری ایرلند بازی کرده‌است.